# Kashtībān
Kashtībān (persiska: کشتیبان, Keshtībān, Gamīchī) är en ort i Iran.   Den ligger i provinsen Västazarbaijan, i den nordvästra delen av landet, 600 km väster om huvudstaden Teheran. Kashtībān ligger 1 281 meter över havet och antalet invånare är 992.
Terrängen runt Kashtībān är platt åt sydost, men åt nordväst är den kuperad.Runt Kashtībān är det ganska tätbefolkat, med 185 invånare per kvadratkilometer. Närmaste större samhälle är Urmia, 14,4 km väster om Kashtībān. Trakten runt Kashtībān består till största delen av jordbruksmark.